# Slite norra
Slite norra var en av SCB definierad och namnsatt tätort i Gotlands kommun i Gotlands län. Den utgörs av bebyggelsen norr om cementfabriken i Slite. Bebyggelsen ingick före 2015 i tätorten Slite och klassades som separat tätort vid avgränsningarna 2015 och 2018. Vid avgränsningen 2020 var den åter klassad som en del av tätorten Slite.

## Befolkningsutveckling
| Befolkningsutvecklingen i Slite norra 2015–2015 | Befolkningsutvecklingen i Slite norra 2015–2015 | Befolkningsutvecklingen i Slite norra 2015–2015 | Befolkningsutvecklingen i Slite norra 2015–2015 | Befolkningsutvecklingen i Slite norra 2015–2015 |
| ----------------------------------------------- | ----------------------------------------------- | ----------------------------------------------- | ----------------------------------------------- | ----------------------------------------------- |
|                                                 |                                                 |                                                 |                                                 |                                                 |
| År                                              |                                                 |                                                 | Folkmängd                                       | Areal (ha)                                      |
| 2015                                            | 2015                                            |                                                 | 527                                             | 72                                              |
| Anm.: Ny tätort 2015                            |                                                 |                                                 |                                                 |                                                 |